# Renswoude
Renswoude – gmina w Holandii, w prowincji Utrecht.